# Włok

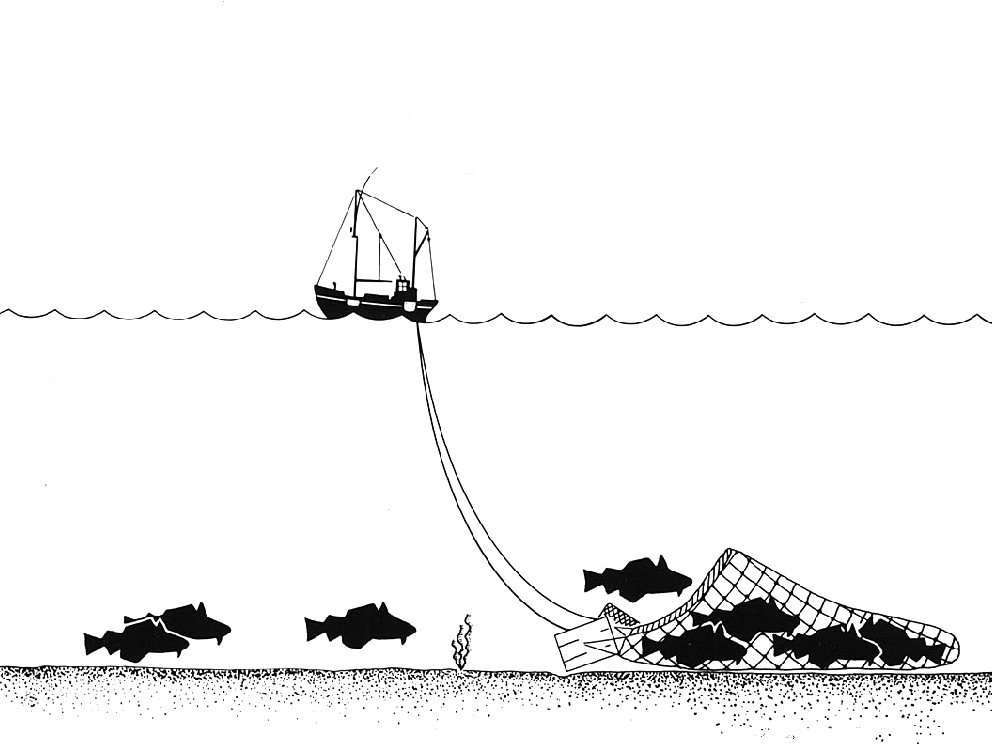
Włok denny

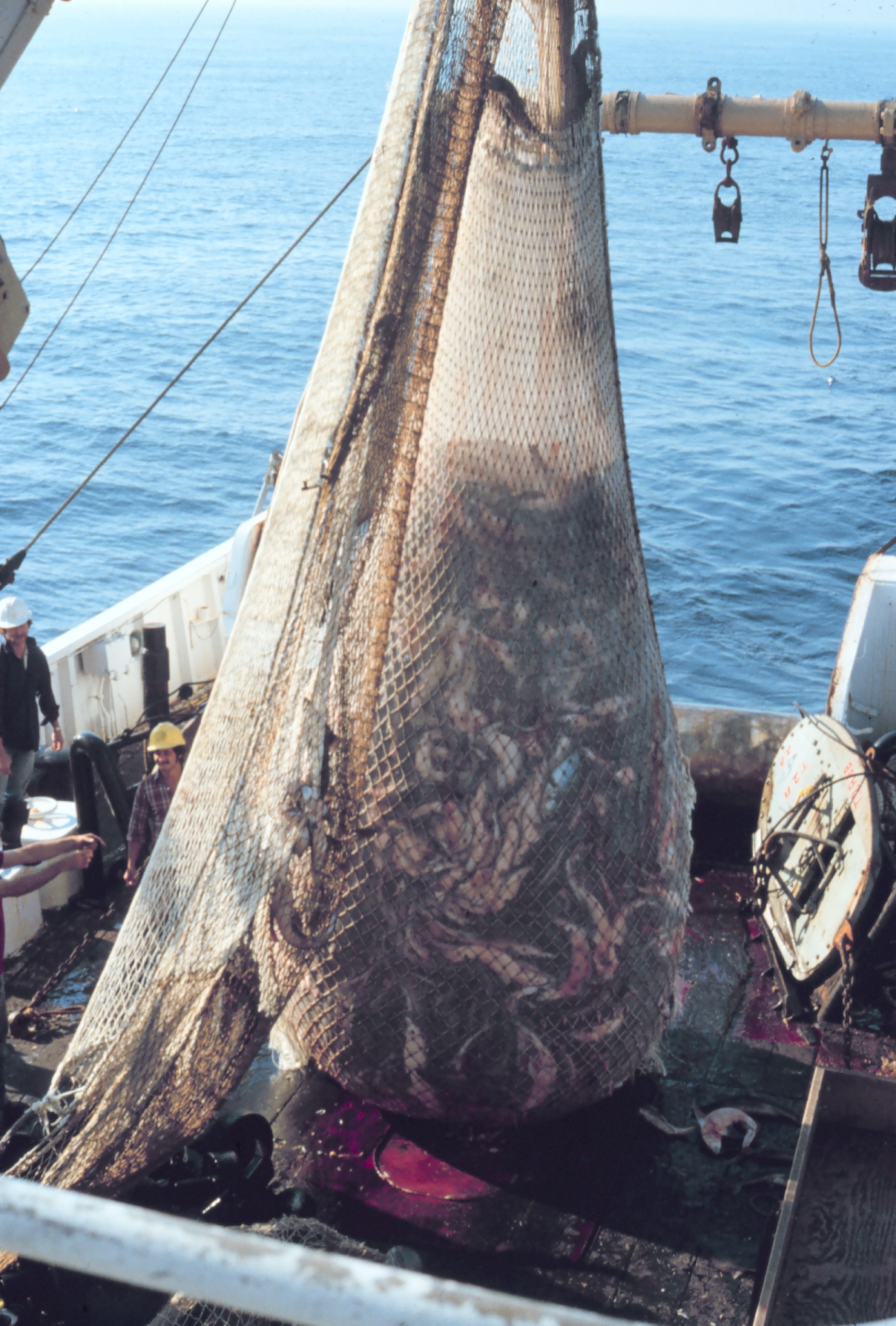
Włok z połowem

Włok – ciągnione, czynne narzędzie sieciowe do połowu ryb. 
- Włok morski – wielki wór (o dwóch klinowatych skrzydłach, które rozwierają się podczas ciągnięcia włoka w wodzie), zwężający się w matnię, gdzie gromadzą się wyłowione ryby. Wleczony jest za liny, przywiązane do końców skrzydeł przez kuter lub trawler w pobliżu dna morskiego na głębokości 200–400 m.
- Włok denny – włok wleczony po dnie.
- Włok pelagiczny – włok do połowu na pełnym morzu, na dużych głębokościach, zwykle ciągnięty przez dwa statki.

Norma branżowa BN-84/3743-24 definiuje następujący podział włoków:
- w zależności od charakteru pracy - włoki denne i pelagiczne;
- w zależności od liczby ścian we wlocie gardzieli - włoki dwuścienne, czterościenne i wielościenne[1].